# Acianthera adirii
Acianthera adirii är en orkidéart som först beskrevs av Alexander Curt Brade, och fick sitt nu gällande namn av Alec M. Pridgeon och Mark W. Chase. Acianthera adirii ingår i släktet Acianthera och familjen orkidéer. Inga underarter finns listade i Catalogue of Life.